# Cezar (nagroda)
Cezar (fr. César) – prestiżowa, francuska nagroda filmowa przyznawana przez Akademię Sztuki i Techniki Filmowej (Académie des arts et techniques du cinéma) od 1976. Jej nazwa wywodzi się od Césara Baldacciniego, francuskiego rzeźbiarza, który stworzył wręczaną artystom statuetkę. Statuetka mierzy 30 cm i waży około 3,7 kg.
W latach 2002–2016 gala przyznawania nagród odbywała się w paryskim Théatre du Châtelet. Od 2017 roku ceremonia odbywa się w Salle Pleyel.
Roman Polański jest twórcą, który zdobył największą liczbę (pięć) nagród Francuskiej Akademii Filmowej. Po raz pierwszy w 1980 za Tess, następnie w 2003 za Pianistę, w 2011 za Autora widmo, w 2014 roku za film Wenus w futrze i w 2020 za obraz Oficer i szpieg.
Podczas 45. ceremonii w 2020 roku Adèle Haenel, francuska aktorka grająca główną rolę w Portret kobiety w ogniu, opuściła salę, gdy ogłoszono nagrodę Romana Polańskiego dla najlepszego reżysera w proteście przeciwko faktowi, że znani sprawcy molestowania seksualnego w przemyśle filmowym mogą otrzymywać nagrody, podczas gdy ich ofiary są zmuszone do milczenia.
W 1995 Zbigniew Preisner został nagrodzony Césarem za muzykę do filmu Trzy kolory. Czerwony (1994).

## Kategorie
- Cezar za najlepszy film
- Cezar dla najlepszego reżysera
- Cezar dla najlepszego aktora
- Cezar dla najlepszej aktorki
- Cezar dla najlepszego aktora w roli drugoplanowej
- Cezar dla najlepszej aktorki w roli drugoplanowej
- Cezar dla nadziei kina (aktor)
- Cezar dla nadziei kina (aktorka)
- Cezar za najlepszy scenariusz adaptowany
- Cezar za najlepszy scenariusz oryginalny
- Cezar za najlepszy pierwszy film
- Cezar za najlepszy film zagraniczny
- Cezar za najlepszy film animowany
- Cezar za najlepszy film dokumentalny
- Cezar za najlepszy film krótkometrażowy
- Cezar za najlepsze zdjęcia
- Cezar za najlepsze kostiumy
- Cezar za najlepszy montaż
- Cezar za najlepszą muzykę
- Cezar za najlepszą scenografię
- Cezar za najlepszy dźwięk

### Nagrody specjalne
- Cezar Honorowy
- César des Césars – przyznawany w latach 1985–1995
- Prix Daniel Toscan du Plantier – od 2008
- Trophée César & Techniques – od 2011
- Médaille d'Or – przyznany tylko w 2015
- César & Techniques Special Award – przyznawany w latach 2015–2017
- César & Techniques Innovation Award – od 2018
- Cezar publiczności – od 2018